# Saint-Hippolyte-du-Fort
Saint-Hippolyte-du-Fort település Franciaországban, Gard megyében. Lakosainak száma 3739 fő (2022. január 1.). Saint-Hippolyte-du-Fort La Cadière-et-Cambo, Conqueyrac, Cros, Monoblet, Pompignan és Montoulieu községekkel határos.

## Népesség
A település népessége az elmúlt években az alábbi módon változott:
| Lakosok száma | 3547 | 3400 | 3515 | 3650 | 3886 | 3937 | 3939 | 3804 | 3752 | 3739 |
|               | 1968 | 1982 | 1990 | 2006 | 2013 | 2015 | 2017 | 2019 | 2020 | 2022 |